# Torrmetoden
Torrmetoden respektive våtmetoden är en process för tillverkning av cement. 

## Torrmetoden

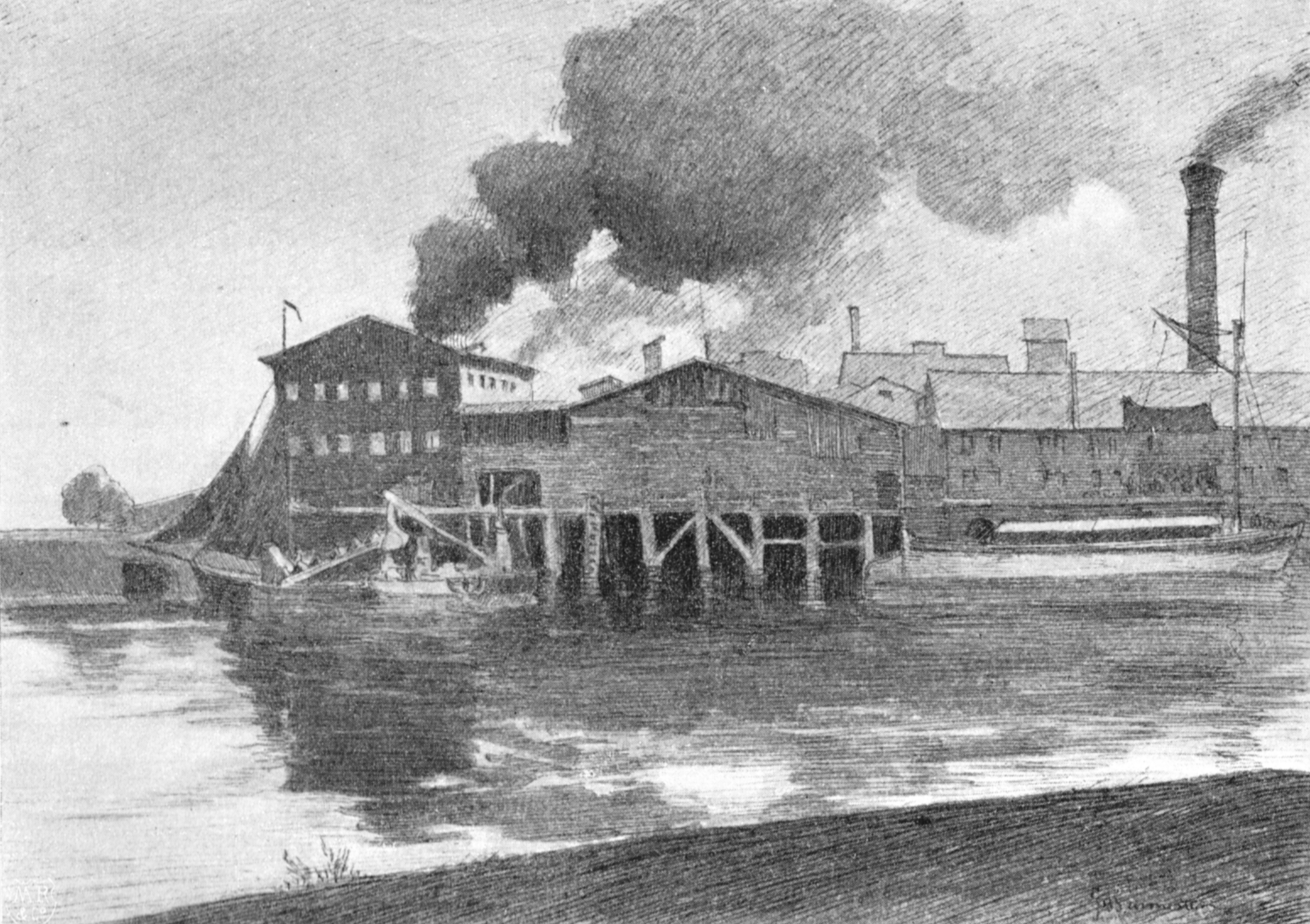
Cementfabrik med torrmetoden, 1895.

Torrmetoden är den ursprungliga, äldre processen vid tillverkning av cement. Den bygger på att det finmalda kalkstensmjölet blandades upp med cirka 15 procent vatten till en råslam och pressades till tegel. Det våta teglet brändes sedan vid mycket höga temperaturer (1 400 °C) i upprättstående schaktugnar. Materialet maldes därefter till cement. Torrmetoden övergavs på 1920-talet till förmån för den effektivare men mera bränslekrävande våtmetoden.
Torrmetoden vidareutvecklades på 1960-talet och gjordes mera energieffektiv, som innebar att det tidigare råslammet och teglet ersattes med små kulor (granulat).

## Våtmetoden

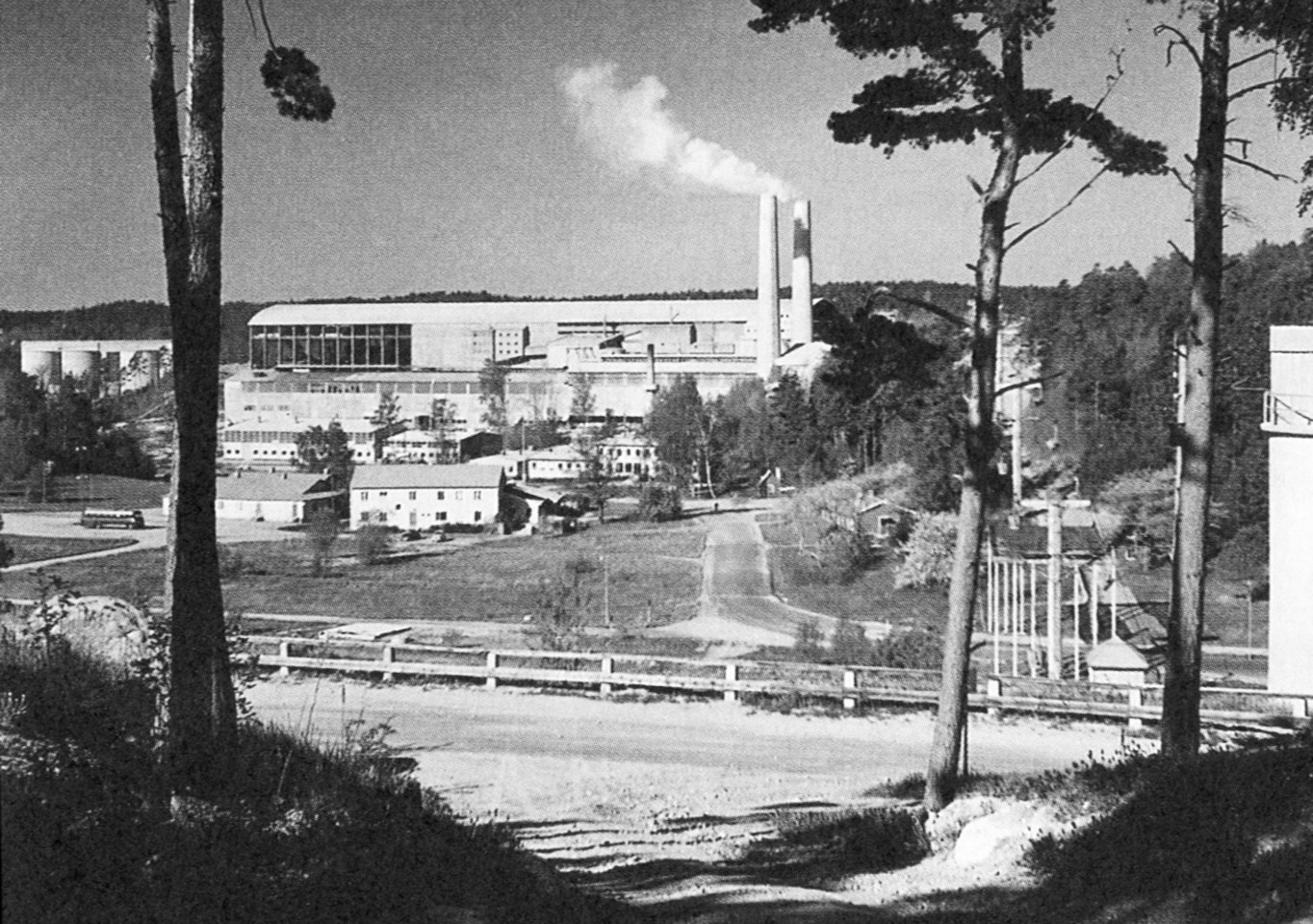
Cementfabrik med våtmetoden, 1950.

Till skillnad från den äldre torrmetoden tillförs cementugnarna råmaterialet i vått i tillstånd i form av råslam som innehåller cirka 30 procent vatten.  Råslammet mellanlagrades i en slambassäng och transporterades sedan till en roterande  cementugn. Det tar flera timmar för materialet att passera genom ugnarna. På sin väg möter slammet allt högre temperaturer, vattnet dunstar bort och olika kemiska reaktioner inträffar. Vid maximal temperatur (1 400 °C) sintrar materialet ihop till glödande, knytnävsstora klumpar som kallas cementklinker. Cementklinkret mals sedan till cement.
Våtmetoden som började introduceras under 1920-talet kom successivt att överges när bränslepriset ökade med början på 1960-talet. Vissa cementfabriker som byggde hela sin tillverkning på metoden (till exempel Stora Vika cementfabrik) fick då läggas ned. Andra fabriker övergick till den vidareutvecklade torrmetoden.